# Kyokutenhō Masaru
Kyokutenhō Masaru (旭天鵬 勝), né le 13 septembre 1974 sous le nom Nyamjavyn Tsevegnyam, mongol : Нямжавын Цэвэгням, à Nalayh, en Mongolie, est un ancien lutteur professionnel de sumo.

## Biographie
Kyokutenhō Masaru naît à Nalayh, en Mongolie. Il fait ses débuts en mars 1992 dans l'écurie Ōshima, et fait partie du premier groupe de Mongols à rejoindre le sport au Japon, atteignant la division supérieure Makuuchi en janvier 1998. Au cours de sa carrière exceptionnellement longue, il a reçu sept prix spéciaux pour son esprit combatif, et a gagné un yūshō (tournoi), en mai 2012 alors qu'il était maegashira, ce qui fit de lui, à 37 ans, le vainqueur de yūshō le plus âgé de l'histoire du sumo ; et il fut également vice-champion dans un autre tournoi. Son plus haut grade fut sekiwake, qu'il détint à trois reprises, et il fut le premier lutteur depuis les années 1950 à être classé dans la division supérieure après l'âge de 40 ans. Avec 1470 apparitions, il est aussi à ce jour le lutteur ayant livré le plus de combats dans cette division, et seul Ōshio en compte plus au total de sa carrière, avec 1870. Il annonce sa retraite en juillet 2015 et déclare son intention de rester dans le sumo en tant qu'ancien, ayant acquis la nationalité japonaise en 2005.
En 2017, il devient l'entraîneur-chef de l'écurie Tomozuna (en) et acquiert le titre d'oyakata.

## Carrière

### Jeunesse
En 1991, Tsevegnyam vient au Japon avec cinq autres lutteurs mongols, dont Kyokushūzan Noboru, rejoignant l'écurie Ōshima. Ils sont les premiers Mongols à rejoindre le sumo professionnel. En Mongolie, il avait peu d'expérience de la lutte ou du judo, se concentrant sur le basket-ball au collège. Six mois après leur arrivée au Japon, Kyokutenhō, Kyokushuzan et trois autres se sont enfuis et se sont réfugiés dans l'ambassade de Mongolie, mais il est persuadé par Kyokutenzan de revenir à son écurie.

### Maîtrise

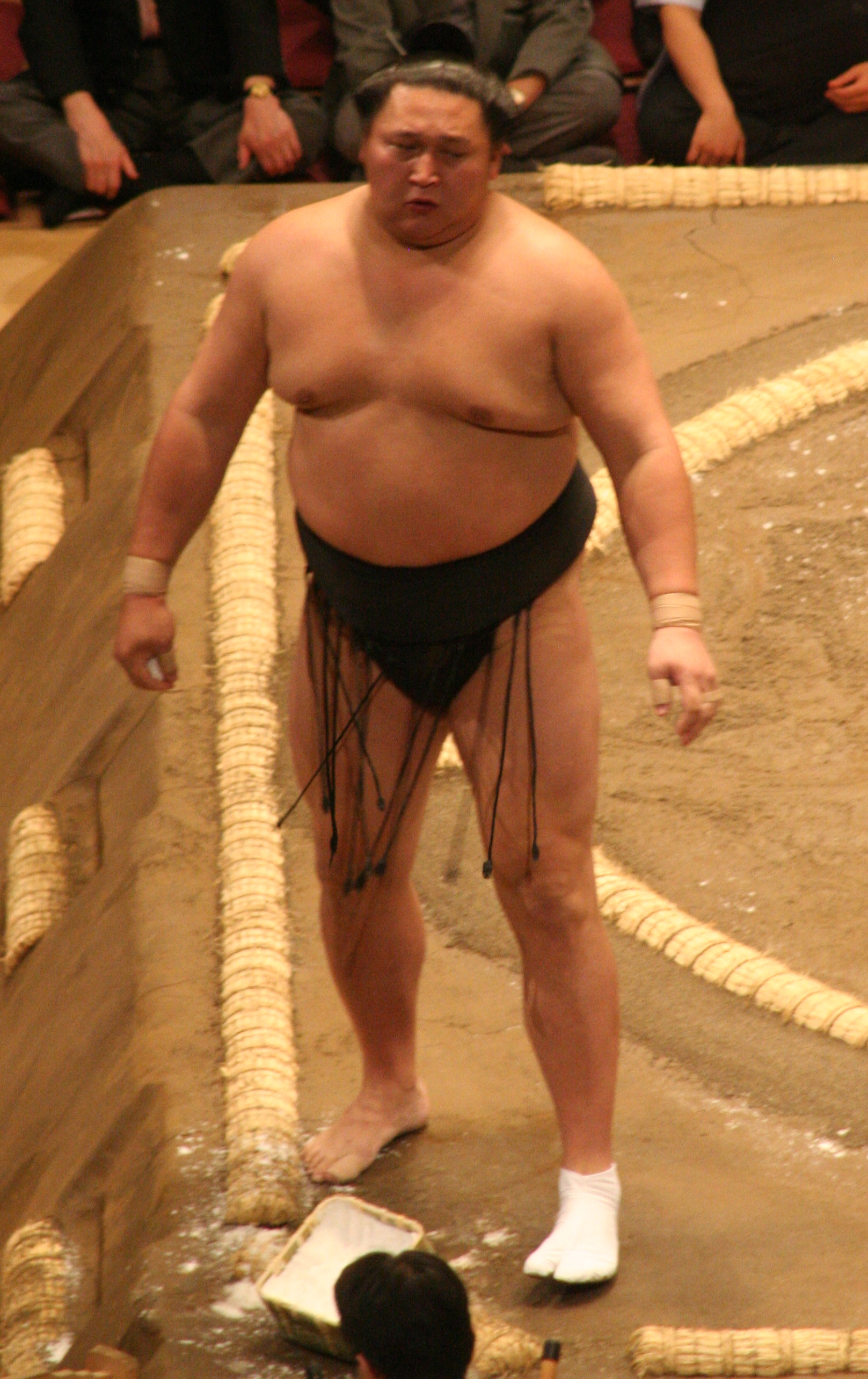
Kyokutenhō en mai 2009.

En mars 1996, il est promu à la deuxième plus haute division, la Jūryō, obtenant le statut de sekitori pour la première fois. Après être repassé temporairement en Makushita, il gravit lentement la Jūryō  et obtient sa première promotion dans la division Makuuchi en janvier 1998. Cependant, il ne réussit pas à s'y s'établir avant mai 1999. Il y remporte son premier sanshō, ou prix spécial, en janvier 2000 et obtient pour la première fois un rang de la San'yaku rang en janvier 2002 lorsqu'il est promu komusubi. Il gagne deux kinboshi, ou étoilesd'or en venant à bout du yokozuna Takanohana Kōji lors du tournoi de retour de ce dernier en septembre 2002 et son compatriote mongol Asashōryū Akinori lors du premier tournoi de ce dernier en tant que yokozuna en mars 2002. Il bat également Musashimaru alors qu'il était classé dans la San'yaku. Il fait ses débuts en tant que sekiwake en juillet 2003, mais n'obtient pas de kachi-koshi (nombre de victoires supérieur au nombre de défaites) lors de ses trois tentatives au classement.

### Suspension
Le 28 avril 2007, il cause un accident de voiture à Tokyo
. Il est puni pour avoir défié l'interdiction des lutteurs de conduire des voitures et est suspendu pour le tournoi de mai, entraînant sa rétrogradation dans la division Jūryō et brisant une série de plus de 700 combats consécutifs en première division datant de sa réadmission dans la Makuuchi en mai 1999, soit la plus longue parmi les lutteurs actifs.

### Réhabilitation
Il fait cependant son retour en première division immédiatement après sa suspension en remportant le tournoi de juillet sur un score de 12 à 3. Dès son retour en division supérieure en septembre, il estfinaliste face au yokozuna Hakuhō et est vice-champion pour la première fois en Makuuchi. Il reçoit son cinquième prix pour l'esprit combatif. En mars 2009, il est promu komusubi, ce qui fit de lui le premier ancien membre de la san'yaku à réintégrer cette dernière après avoir été rétrogradé jusqu'en jūryō en 17 tournois. Il retrouve encore une fois son grade de komusubi en juillet 2009.

## Style de combat
Kyokutenhō favorisait le yotsu-sumo, privilégiant les techniques du kimarite qui impliquent de saisir le mawashi, ou ceinture, de l'adversaire, et la prise en migi-yotsu (main gauche à l'extérieur, main droite à l'intérieur). Plus de la moitié des victoires de sa carrière ont été obtenues par un simple yori-kiri, ou sortie de force.

## Fin de carrière
Kyokutenhō a quitté l'anneau en larmes après avoir perdu son douzième combat du tournoi de juillet 2015, ce qui signifiait que sa rétrogradation en deuxième division était certaine. Il annonce sa retraite le lendemain en déclarant : « Je n'ai plus de force et je n'ai plus l'esprit » Hakuhō gave him a ride in the yokozuna's victory parade after winning the tournament,.
Il est promu oyakata sous le nom d'Ōshima et prend un rôle d'entraîneur de l'écurie Tomozuna. Son danpatsu-shiki, ou cérémonie officielle de départ à la retraite, a eu lieu au Ryōgoku Kokugikan le 29 mai 2016. Il est annoncé en mars 2017 qu'il prendrait la direction de l'écurie Tomozuna après le tournoi de mai, succédant à l'entraîneur en titre, l'ancien sekiwake Kaiki Nobuhide, qui arrivait à l'âge obligatoire de la retraite .